# Villa Gajo
Villa Gajo (nota anche come Villa Ida Lampugnani) è una storica residenza di Parabiago vicino a Milano in Lombardia.

## Storia
La villa venne eretta nel 1907 secondo il progetto dell'architetto milanese Enrico Zanoni su committenza del senatore Felice Gajo. La residenza è talvolta nota con il nome della moglie del senatore, Ida Lampugnani. Durante i lavori di scavo delle fondamenta venne rinvenuta una patera di età romana, la celebre patera di Parabiago.
Dopo essere stata trascurata per alcuni anni, la villa accoglie oggi cerimonie ed eventi.

## Descrizione
L'edificio presenta uno stile Liberty. È circondata da un grande giardino piantumato. La facciata è caratterizzata dalla presenza di una torretta angolare che termina con una loggia.

## Galleria d'immagini

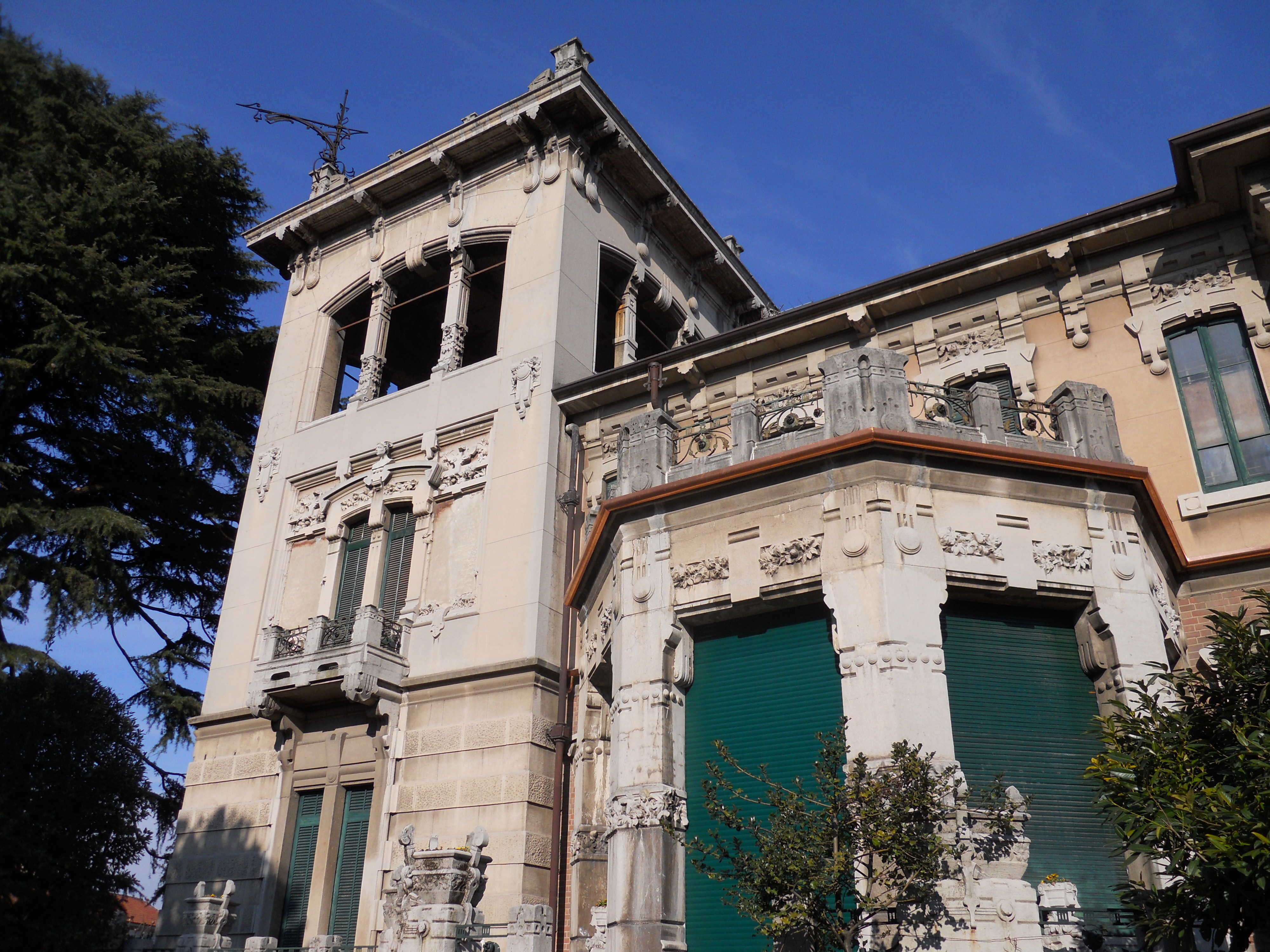
La torretta angolare
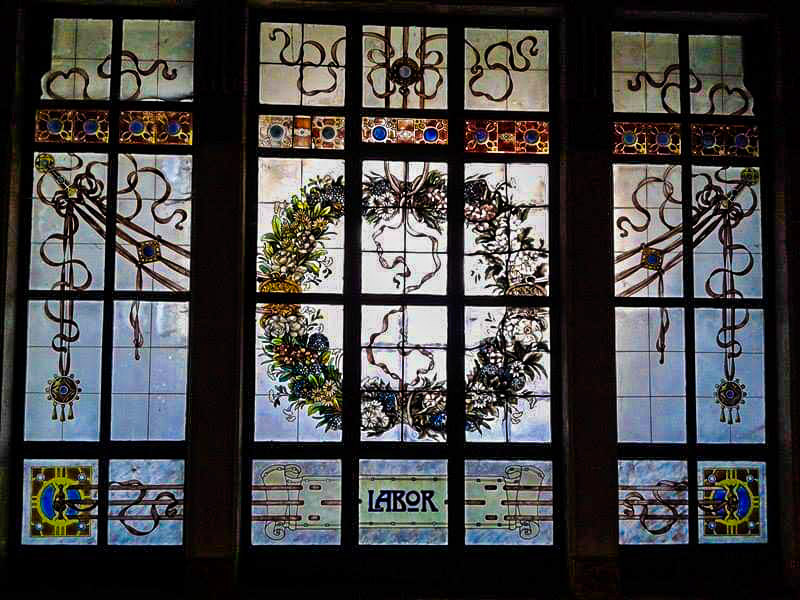
Dettaglio di una vetrata